# Gustave Heiss
Gustave Heiss   (Meridian, 4 de novembre de 1904 - comtat d'Arlington, 7 de juny de 1982) va ser un tirador d'esgrima estatunidenc, especialista en espasa, que va competir durant les dècades de 1930 i 1940.
El 1932 va prendre part en els Jocs Olímpics de Los Angeles, on va disputar dues proves del programa d'esgrima. En la prova d'espasa per equips va guanyar la medalla de bronze, mentre en la d'espasa individual quedà eliminat en sèries. Quatre anys més tard, als Jocs de Berlín, tornà a disputar dues proves del programa d'esgrima. Fou cinquè en la competició d'espasa per equips i quedà eliminat en sèries en la prova individual.
Durant la Segona Guerra Mundial va ser greument ferit mentre comandava un batalló de la 87a Divisió d'Infanteria a la batalla de les Ardenes, el desembre de 1944. Va rebre l'Estrella de Bronze, l'Estrella de Plata i el Cor Porpra. Després de la Guerra va viure a Arlington, Virgínia, on treballà a l'administració pública.